# Turó de la Serra (Ripoll)
El Turó de la Serra és una muntanya de 938 metres que es troba al municipi de Ripoll, a la comarca catalana del Ripollès.